# Gaston Salmon
Gaston Joseph Clément Marie Salmon (Marcinelle, Hainaut, 5 de març de 1878 – Veurne, Flandes Occidental, 30 d'abril de 1918) va ser un tirador belga jueu que va competir a començaments del segle xx.
El 1912 va prendre part en els Jocs Olímpics d'Estocolm, on disputà tres proves del programa d'esgrima. Guanyà la medalla d'or en la prova d'espasa per equips. En aquests mateixos Jocs també disputà les proves de floret i espasa individual, però sense aconseguir medalla.